# Concert per a piano núm. 14 (Mozart)
El Concert per a piano núm. 14 en mi bemoll major, K. 449, és una composició de Wolfgang Amadeus Mozart composta l'any 1784. Es tracta de la primera composició que apareix en un quadern d'anotacions que Mozart va fer servir durant set anys, on escrivia els temes principals, les dates de finalització de les obres i altres informacions rellevants. Gràcies a aquest quadern sabem amb exactitud que va acabar aquest concert el dia 9 de febrer.
En el mateix any va escriure una sèrie de concerts i en una carta adreçada al seu pare li explica que al maig ja havia escrit els concerts núm. 15 en si bemoll major (K. 450) i el núm. 16 en re major (K. 451) i que "no en podria triar un" però que "el de mi bemoll major no pertany del tot a la mateixa categoria. És d'una classe bastant peculiar...". Es pot apreciar que és el primer de la sèrie de concerts considerats madurs que Mozart va compondre. Experts de la talla de Cuthbert Girdlestone i Arthur Hutchings el qualifiquen com un dels millors; particularment, perquè els tres moviments són de la màxima categoria.
Entre les obres escrites l'any 1784 figuren, a més d'aquest concert, els sis concerts per a piano núms. 14-19 i el Quintet per a piano i vent, el Quartet de corda "Hunt" i també unes sèries de danses orquestrals. D'entre les obres per a piano cal destacar la Sonata en do menor. Quan componia aquestes obres, se sap que Mozart coneixia les obres d'altres compositors contemporanis: de Joseph Haydn, la Simfonia núm. 80 en re menor i el Concert per a violoncel núm. 2; de Michael Haydn, les dues sèries de quartets de corda; de Carl Stamitz i Ignaz Pleyel, sis sèries de quartets (Pleyel va publicar una sèrie més l'any 1784). Cal citar també, un Concert per a violoncel en do major de Pleyel publicat entre 1782 i 1784. Pleyel era un compositor de quartets que Mozart valorava molt.

## Estructura
Consta de tres moviments:
1. Allegro vivace, en compàs de 3/4
2. Andantino, en si bemoll major i compàs de 2/4
3. Allegro ma non troppo, en compàs de 2/2

### Allegro vivace
La mètrica d'aquest moviment inicial és sorprenent en un concert per a piano de Mozart; d'entre tots els concerts tan sols comencen amb un en 3/4 el Concert núm. 11 i Concert núm. 24. En aquest moviment, després de la primera frase –que comença d'una manera ambigua, amb un mi bemoll a l'uníson seguit per un uníson sobre el do, serpentejant al voltant d'un si bemoll– ve una cadència perfecta; després, es produeix una modulació a la tonalitat de si bemoll major (sobre l'acord de fa major però durant uns quants compassos per calmar els nervis) i es produeix a través d'un vehement passatge en do menor. Aquí es pot escoltar un possible segon tema, interpretat pels instruments de corda; els vents, no entren fins al darrer moment, prop de l'arribada de la modulació amb la qual hi ha el retorn a la tonalitat original: mi bemoll major.

### Allegro ma non troppo
Girdleston comenta que el ritme d'aquest moviment final "no és de galop, ni a la carrera, ni una dansa; tan sols és una marxa oscil·lant, lleugera i regular; i la virtut de la seva tornada, amb el seu vague contorn i la seva dicció sillabato ... descansa més en el ritme que en la melodia." Més enllà que aquest rondó pugui ser dividit en seccions contrastants, sobre el paper l'aparença és més diferent del que arriba a poder-se escoltar, més monotemàtic: "Quan, amb la partitura a la mà, un observa cada retorn al primer subjecte ... és possible eliminar les quatre exposicions de la tornada del rondó... Però en escoltar-ho tot fa l'efecte que la tornada mai deixa de sentir-se".